# Sojoez TM-5
Sojoez TM-5 (Russisch: Союз ТМ-5) was de vijfde Russische expeditie naar het Ruimtestation Mir en maakte deel uit van het Sojoez-programma.

## Bijna-fatale afloop
De landing liep bijna fataal af. Een halve minuut voor ontbranding van de remraket raakten de infrarood horizonsensors van de standregeling van slag. Dit veroorzaakte een vertraging van zeven minuten. Toen de motor alsnog ontbrandde, schakelde Ljachov deze ogenblikkelijk uit. Hij had immers geen idee waar ze nu zouden landen. Tijdens de volgende omloop liep het wederom mis. Het geleidingssysteem was in de war door een reeks noodinstructies vanaf de grond. Het sloot de motor af en startte een aftelprocedure om het motorcompartiment af te stoten. De bemanning voorkwam dit en maakte 24 uur later alsnog een geslaagde landing.
Voor beide kosmonauten betekende de laatste dag in de ruimte flink afzien. Het voorste compartiment van hun vaartuig was reeds afgestoten; dit bespaarde brandstof tijdens afremmen. Hierin bevond zich ook hun toilet en watervoorraad. Zonder WC en slechts een kleine noodvoorraad water was het behelpen in de krappe terugkeercapsule.

## Bemanning
Gelanceerd:
- Anatoli Solovjov (1)
- Viktor Savinych (3)
- Aleksandr Panajotov Aleksandrov (1) - Bulgarije

Geland:
- Vladimir Ljachov (3)
- Abdul Ahad Mohmand (1) - Afghanistan

tussen haakjes staat het aantal ruimtevluchten dat die astronaut gevlogen zal hebben na Sojoez TM-5

## Missie parameters
- Massa: 7.000 kg
- Perigeum: 157 km
- Apogeum: 241 km
- Glooiingshoek: 51.6°
- Omlooptijd: 88.6 min

TM-1 ·
TM-2 ·
TM-3 ·
TM-4 ·
TM-5 ·
TM-6 ·
TM-7 ·
TM-8 ·
TM-9 ·
TM-10 ·
TM-11 ·
TM-12 ·
TM-13 ·
TM-14 ·
TM-15 ·
TM-16 ·
TM-17 ·
TM-18 ·
TM-19 ·
TM-20 ·
TM-21 ·
TM-22 ·
TM-23 ·
TM-24 ·
TM-25 ·
TM-26 ·
TM-27 ·
TM-28 ·
TM-29 ·
TM-30 ·
TM-31 ·
TM-32 ·
TM-33 ·
TM-34